# Unkulunkulu
Unkulunkulu är en anfadersgestalt och skapelsegud i mytologin hos Zulu- och Ndebelefolken i södra Afrika.
Unkulunkulu hör hemma i en mycket avlägsen forntid och sägs ha skapat den sociala ordningen i världen. Själv ska han ha skapats ur en trädstam innan han själv skapade allt annat liv.